# General en chef
General en chef (englisch general-in-chief / französisch général en chef) war in einer Reihe von Streitkräften verschiedener Länder die Bezeichnung für einen herausgehobenen Dienstposten oder eine besondere militärische Verwendung, aber auch die Rangbezeichnung für einen Spitzendienstgrad der Dienstgradgruppe der Offiziere beziehungsweise Rangklasse der Generalität.

## Deutsche Länder, Österreich
In deutschsprachigen Streitkräften wurde vom Anfang an Stelle des Ranges General en chef das Konzept der Rangbezeichnung mit Zusatz der Waffengattung (General der Waffengattung) als Ranggruppe OF8/Drei-Sterne-General gewählt. Beispiele hierfür waren General der Infanterie, General der Artillerie oder General der Kavallerie.

## Frankreich
In den französischen Streitkräften wurde die Bezeichnung eines Général en chef im XVII–XVIII Jahrhundert vorwiegend als informeller Titel für einen General gewählt, sofern ein (mehrere) gleichrangiger General unter seinem Kommando standen. Die Rangbezeichnung fand auch Anwendung für einen Marschall von Frankreich, sofern ihm die Befehls- und Kommandogewalt über eine Armee in Form eines Großverbands übertragen war.
Seit der Revolution und der Schaffung der Armeekorps stand in der Regel ein General en chef  an der Spitze dieses größten taktischen Verband.
Während der Französischen Revolution wurde der Titel Général en chef Offizieren verliehen, die den Rang oder Dienstgrad Général de division bekleideten und eine Armee befehligten.
Die Bezeichnung wurde im Jahre 1812 zunächst zurückgezogen, im Zuge der Restauration wieder eingeführt und im Jahre 1848 endgültig abgeschafft.

Général en chef, Frankreich
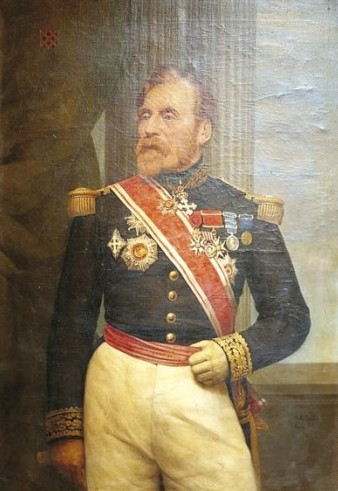
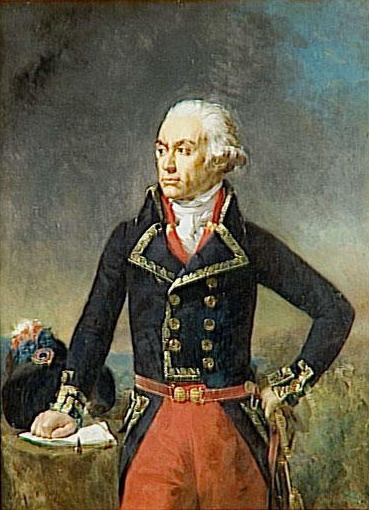
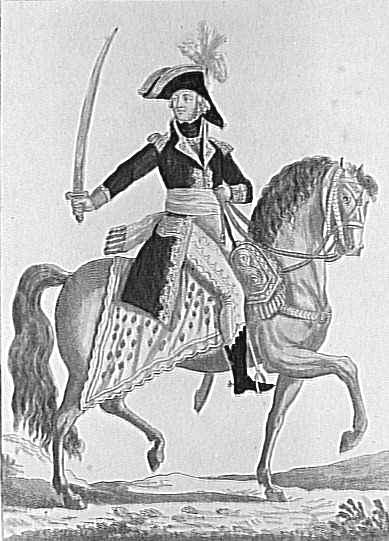
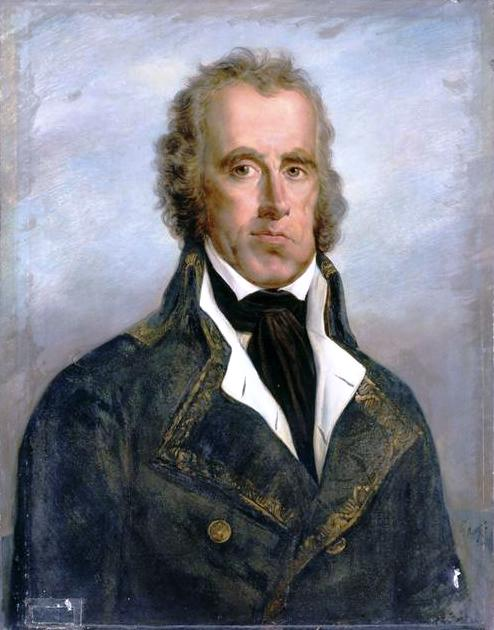
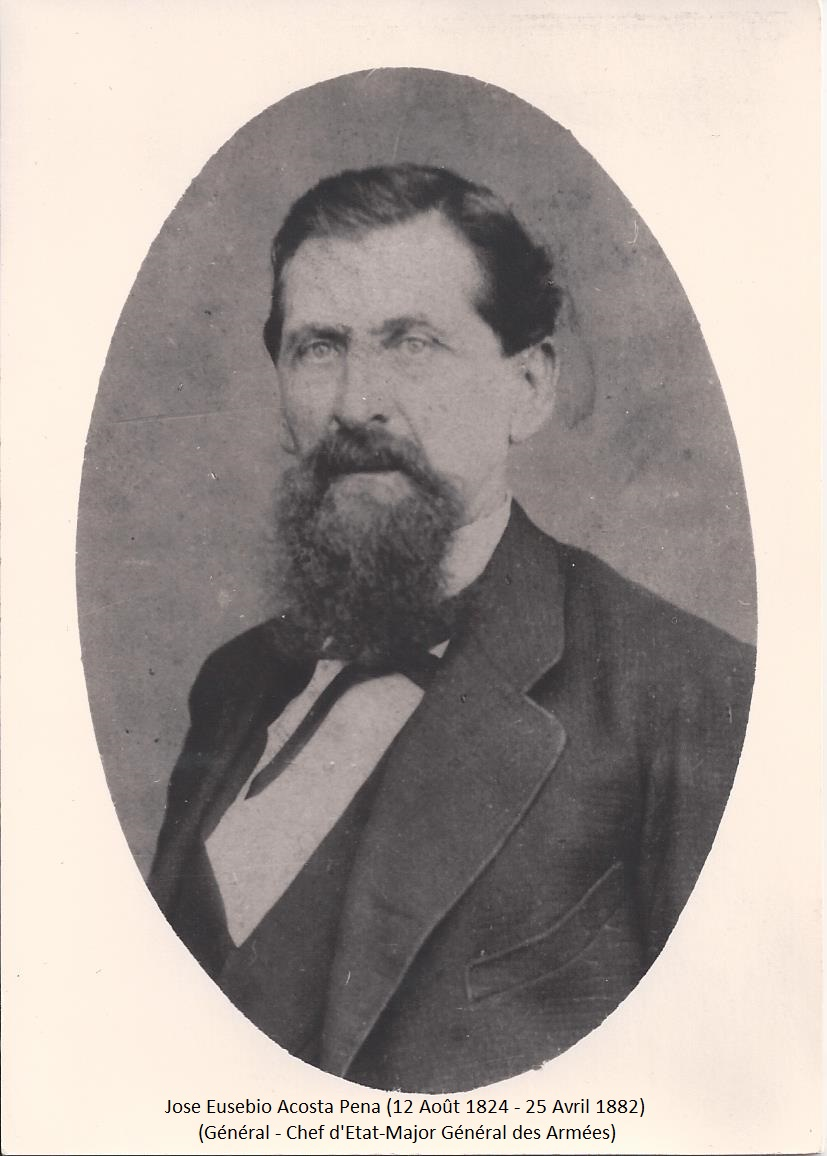
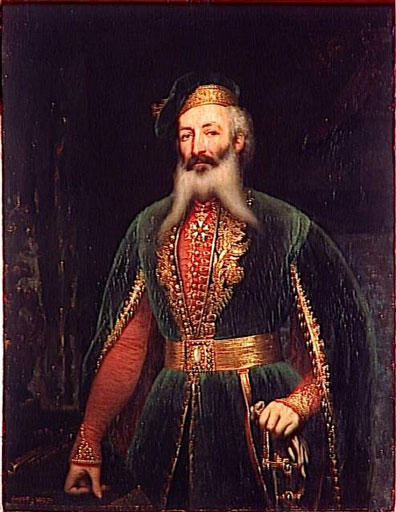

## Russland
In der Kaiserlich Russischen Armee leitete sich der Rang General en chef (russisch генера́л-анше́ф / general-anschef) höchstwahrscheinlich vom französischen général en chef ab und galt hier nach eigenem Verständnis als Vollgeneralsrang, vergleichbar dem Generalquartiermeister oder allgemein dem General der Waffengattung. Damit gehörte der Rang zur Rangklasse II, die unmittelbar dem Spitzenrang Generalfeldmarschall der Rangklasse I nachgeordnet war.
Der russische General en chef wurde 1698 unter Zar Peter den Großen eingeführt. Im Jahre 1798 wurden hiervon die drei gleichrangigen Dienstgrade General der Infanterie, General der Kavallerie und General der Artillerie abgeleitet.
Beförderungen zum General en chef wurden ab dem Jahre 1796 eingestellt, hernach lief die Nutzung des Ranges aus. Die Generalsränge der Waffengattungen hingegen wurden beibehalten.
| Niedrigerer Rang: Feldmarschallleutnant (Фельдмаршал-лейтенант) | General-anschef (Генерал-аншеф) | Höherer Rang: Feldmarschall (Фельдмаршал) |

General-anschef, Russland
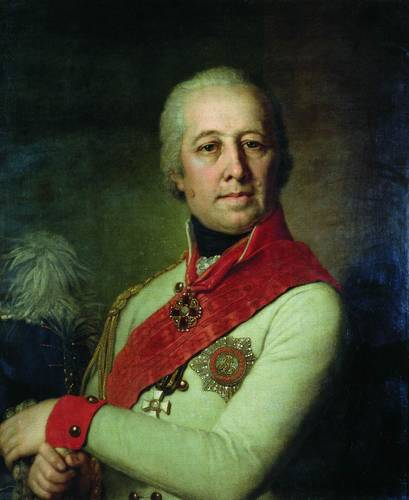
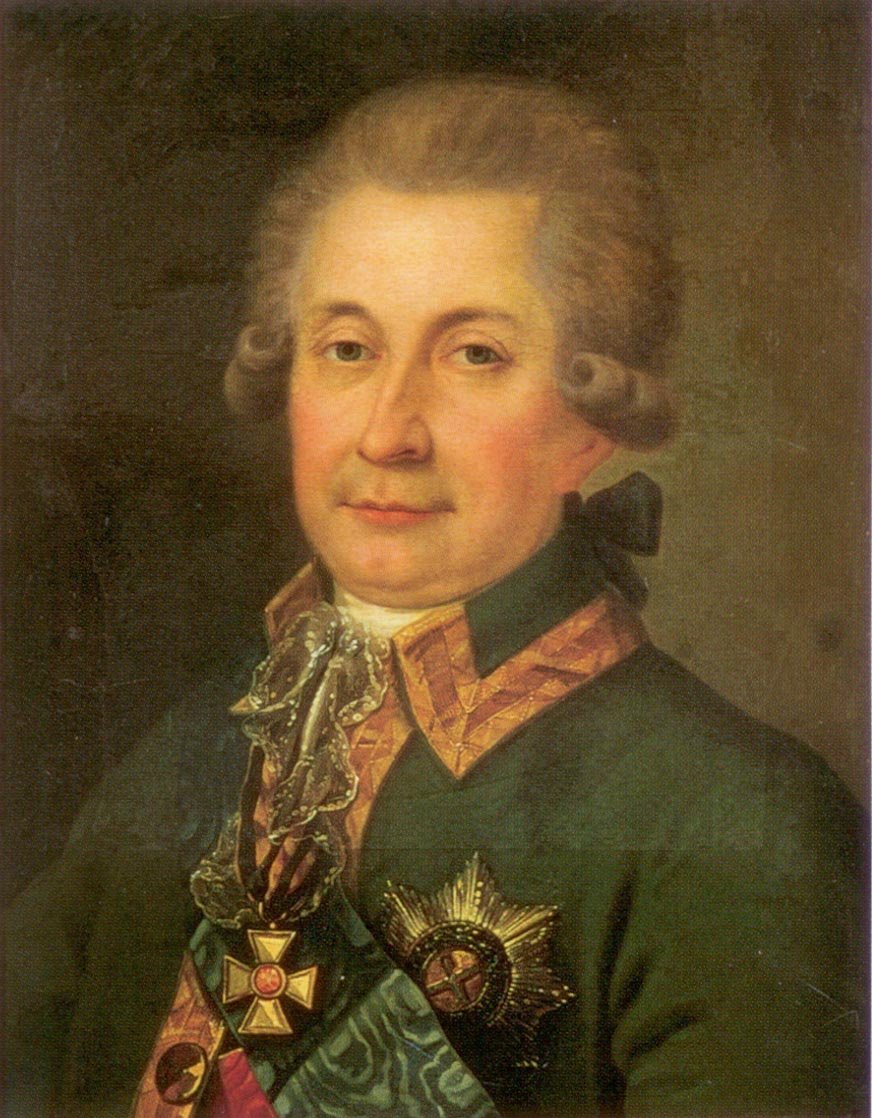
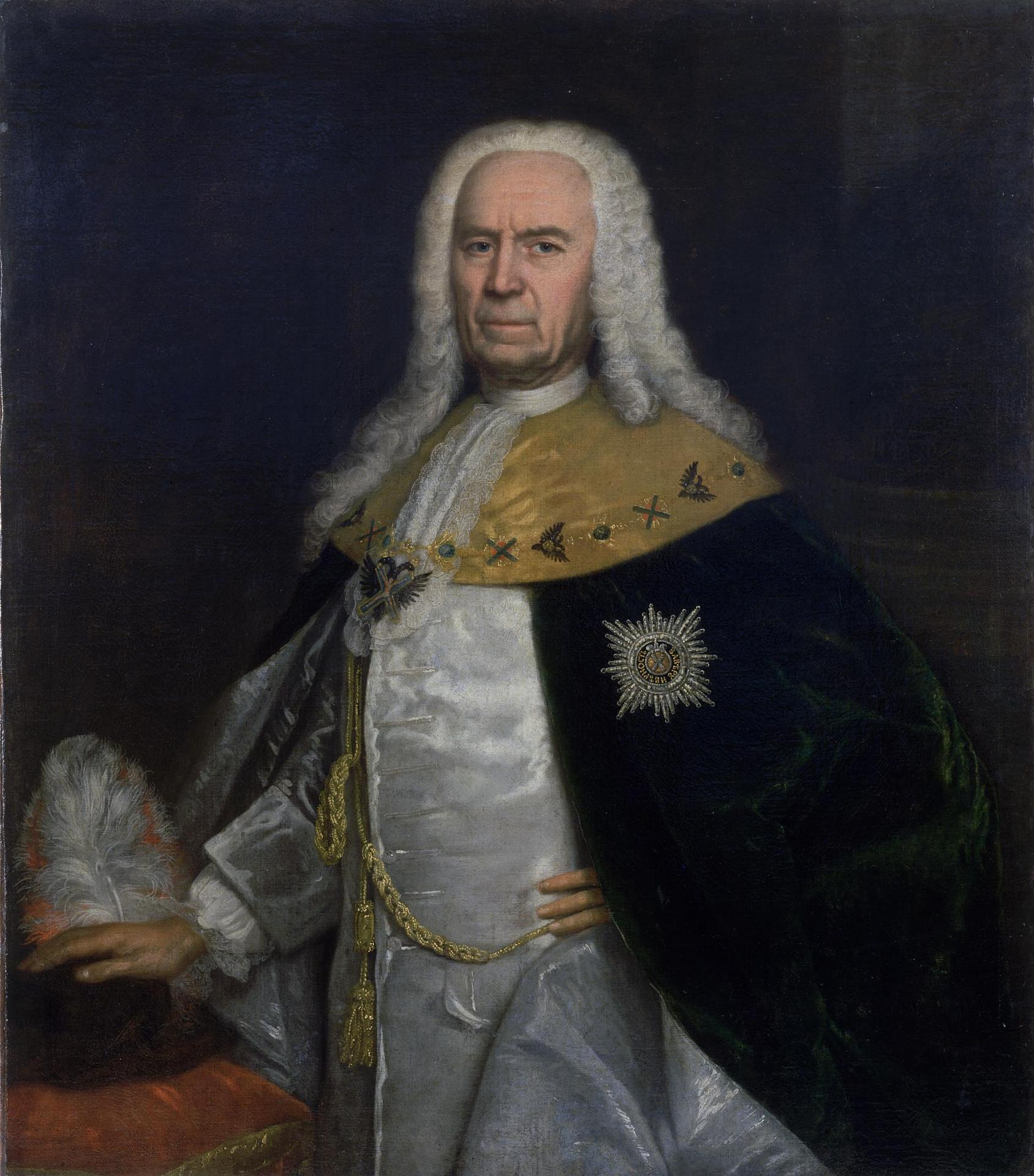
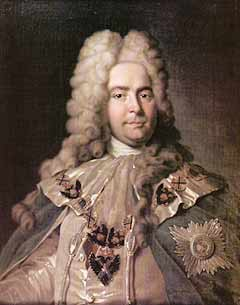
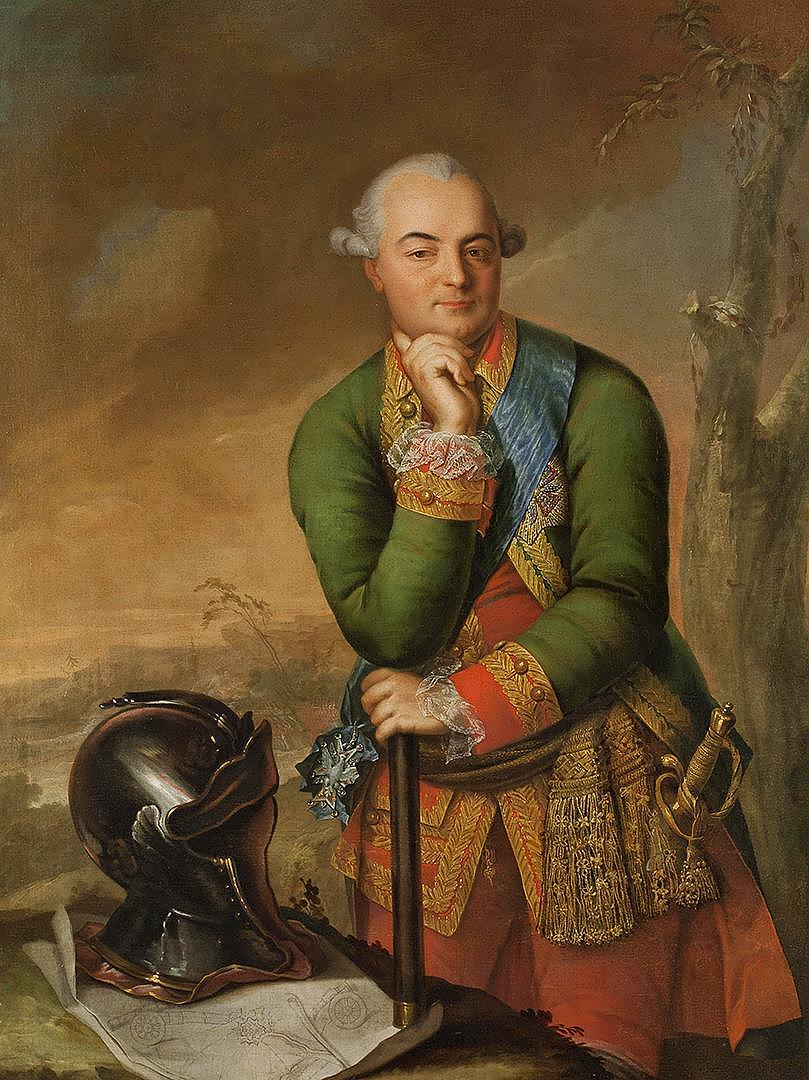

## USA
In den Vereinigten Staaten von Nordamerika wurde der Terminus „General-in-chief“ als Amtsbezeichnung für den Oberbefehlshaber der US-Streitkräfte verwendet, der in aller Regel gleichzeitig der dienstälteste Offizier der US-Army (Landstreitkräfte) war. Die wohl bekanntesten Persönlichkeiten in der Spitzenverwendung eines US-Generals in chief waren dieser Spitzenverwendung war George Washington, Winfield Scott, Henry Halleck und Ulysses S. Grant.